# حصار قندهار (1605–1606)
استمر حصار قندهار من 1605 إلى 1606.

## خلفية المعركة
وقد حصل مغول الهند على مدينة قندهار في عام 1595، بعد أن تقدم جيش مغول الهند إلى حاكم المدينة، مظفر-حسين ميرزا، وتفاوضوا معه على الاستسلام. صُدم الحاكم الصفوي، شاه عباس، بفقدان القلعة المهمة، لكن مع وجود المخاوف الإيرانية الرئيسية مع العثمانيين الأقوياء في أقاليمهم الغربية، امتنع عن العمل العسكري، مفضلاً التفاوض على تسوية.

## المعركة
عندما توفي الإمبراطور أكبر في 27 أكتوبر 1605، تحرك حُسَين خان حاكم هراة الصفوي لاستعادة المدينة نيابة عن الصفويين في حين كان المغول منشغلون في أمور أخرى. المدينة التي دافع عنها الحاكم شاه بيك خان، صمدت أمام الحصار الصفوي حتى العام التالي عندما أرسل الإمبراطور الجديد جهانكير جيشاً رفع الحصار.

## ما بعد المعركة
تنكر عباس لإجراءات حُسَين خان في رسالة إلى جهانجير، وكلا الجانبين اعادوا العلاقات الطبيعية، على الرغم من أن قندهار ستبقى قضية مثيرة للجدل بين الطرفين.

## الهامش
1. 1 2 3 4  Iranica 2011